# Jay-Z
Shawn Corey Carter (Nova Iorque, 4 de dezembro de 1969), mais conhecido pelo seu nome artístico JAY-Z, é um rapper, compositor, produtor e empresário norte-americano. Enraizado no hip hop da Costa Leste, ele foi nomeado o melhor rapper de todos os tempos pela Billboard e pela Vibe em 2023. Ele atuou como presidente e diretor executivo da Def Jam Recordings de 2004 a 2007 e fundou a empresa de entretenimento Roc Nation no ano seguinte.
Protegido do rapper Jaz-O, de Nova Iorque, Jay-Z começou sua carreira musical no final da década de 1980; ele foi cofundador da gravadora Roc-A-Fella Records em 1994 para lançar seus dois primeiros álbuns de estúdio, Reasonable Doubt (1996) e In My Lifetime, Vol. 1 (1997), ambos recebidos com aclamação da crítica. Todos os seus onze álbuns seguintes, incluindo The Blueprint (2001), The Black Album (2003), American Gangster (2007) e 4:44 (2017), estrearam no topo da Billboard 200; Jay-Z detém o recorde conjunto de solista com a maior quantidade de álbuns (14) que lideraram o gráfico (empatado com Drake e Taylor Swift). Ele também lançou os álbuns colaborativos The Best of Both Worlds (2002) e Unfinished Business (2004) com o cantor R. Kelly, Collision Course (2004) com Linkin Park, Watch the Throne (2011) com Kanye West e Everything Is Love (2018) com sua esposa Beyoncé. Ele alcançou o topo da Billboard Hot 100 em quatro ocasiões: uma vez como artista principal com "Empire State of Mind" (com participação de Alicia Keys) e três vezes como convidado especial com as canções "Heartbreaker" de Mariah Carey, "Crazy in Love" de Beyoncé e "Umbrella" de Rihanna.
Por meio de seus empreendimentos comerciais, Jay-Z se tornou o primeiro bilionário do hip hop em 2019. Em 1999, ele foi cofundador da varejista de roupas Rocawear e mais tarde fundou a 40/40 Club, uma rede de bares de luxo, em 2003. À medida que ambos cresceram em negócios multimilionários, ele lançou a Roc Nation, uma agência de entretenimento multidisciplinar em 2008. Em 2015, ele adquiriu a empresa de tecnologia Aspiro e liderou a expansão do Tidal, o serviço de streaming de mídia da empresa. Desde março de 2023, ele é o artista musical mais rico do mundo, com um patrimônio líquido de US$2.5 bilhões.
Um dos artistas musicais mais vendidos de todos os tempos, com 140 milhões de discos vendidos, Jay-Z ganhou 25 Grammy Awards, o oitavo maior número de todos os tempos e o maior número de prêmios para qualquer artista de hip hop. Ele recebeu o President's Award da NAACP e três Emmy Awards (incluindo dois Primetime Emmy Awards), além de ter sido indicado ao Tony Awards. Classificado pela Billboard e pela Rolling Stone como um dos 100 melhores artistas de todos os tempos, Jay-Z foi o primeiro rapper a ser introduzido no Songwriters Hall of Fame e o primeiro rapper solo vivo a ser introduzido no Rock and Roll Hall of Fame. A revista Time o nomeou uma das 100 pessoas mais influentes do mundo em 2013.

## Biografia

### Infância e juventude
Shawn Corey Carter nasceu nas Marcy Houses, um projeto habitacional de Bedford-Stuyvesant, bairro central do Brooklyn, Nova Iorque. Ele foi abandonado pelo seu pai e, aos doze anos, atirou no ombro do seu irmão Eric, por pegar seu anel com o objetivo de vender para comprar drogas. Seu irmão recusou-se a apresentar queixa. Quando Jay-Z visitou Eric no hospital, foi Eric quem se desculpou por seu vício em crack.. Jay-Z estudou na Eli Whitney High School no Brooklyn, juntamente com o também rapper AZ, até ela ser fechada. Após isso, ingressou na George Westinghouse Career and Technical Education High School no Downtown Brooklyn, onde também estudavam The Notorious B.I.G. e Busta Rhymes, e na Trenton Central High School, mas não se formou. Em suas músicas, ele refere que na adolescência se envolveu com a venda de crack.
De acordo com a sua mãe, Gloria Carter, Jay-Z acordava seus irmãos à noite com barulhos de tambores e instrumentos de cozinha. Eventualmente, ela lhe comprou um boombox para seu aniversário, o que provocou seu interesse na música. Ele começou fazendo freestyles, escrevendo canções, seguindo as músicas de artistas populares da época. Em sua vizinhança, Shawn era conhecido como "Jazzy", um apelido que acabou evoluindo e tornando-se "Jay-Z". O nome artístico também é uma homenagem ao seu mentor musical, Jaz-O, bem como para as linhas de trem J/Z da Avenida Marcy no Brooklyn.
Jay-Z participou de diversas gravações junto com Jaz-O no final da década de 1980 e início da década de 1990, incluindo "The Originators" e "Hawaiian Sophie". Ele também ganhou diversas batalhas de rap com LL Cool J neste período para disputar o contrato com uma gravadora. Jay-Z se tornou conhecido por um grande público pela sua participação especial em "Show and Prove", canção de Big Daddy Kane. Kane se referiu neste período a Jay-Z como um "hype man", conforme sua afirmação: "As suas aparições basicamente são no palco. Se algum dia eu sair do palco para ir trocar de roupas, gostaria de trazer Jay-Z e Positive K, e deixá-los fazendo um freestyle até a hora em que eu voltar." Fez uma participação na popular canção "Da Graveyard" de Big L, e gravou em 1994 seu primeiro single, "I Can't Get With That", o qual foi acompanhado de um videoclipe.

## Carreira

### 1996-1997: Início da carreira e primeiro álbum
Quando iniciou sua carreira profissional, Jay-Z não conseguia assinar contrato com nenhuma grande gravadora. Então, juntamente com Damon Dash e Kareem Biggs, criaram uma marca independente, a Roc-A-Fella Records. Após adquirir um contrato com a Priority Records para distribuir o seu material, Jay-Z lançou seu álbum de estreia em 1996, Reasonable Doubt, com batidas do aclamado DJ Premier e uma notável participação de The Notorious B.I.G.. Apesar de atingir apenas a 23ª posição da Billboard 200, o disco foi bem recebido pela crítica. Este álbum viria a ser incluído na lista dos 500 melhores álbuns de sempre feita pela revista Rolling Stone como o 248º, e adquirindo a certificação de platina pela RIAA.
Depois de assinar um novo contrato de distribuição com a Def Jam Recordings em 1997, Jay-Z lançou In My Lifetime, Vol. 1. Executivamente produzido por Sean "Diddy Combs", o álbum vendeu mais do que o seu trabalho anterior. Jay-Z explicou posteriormente que este álbum foi feito em um dos piores momentos da sua vida, após a morte do amigo The Notorious B.I.G; ele foi uma revelação pessoal do rapper sobre a sua rígida educação. A brilhante produção do disco ficou como um contraste em relação ao seu lançamento anterior. A produção continuou sendo feita por parte de DJ Premier e Ski, de Reasonable Doubt. Como o anterior, In My Lifetime, Vol. 1 foi certificado como platina nos Estados Unidos.

### 1998-2000: In My Lifetime e The Dinasty

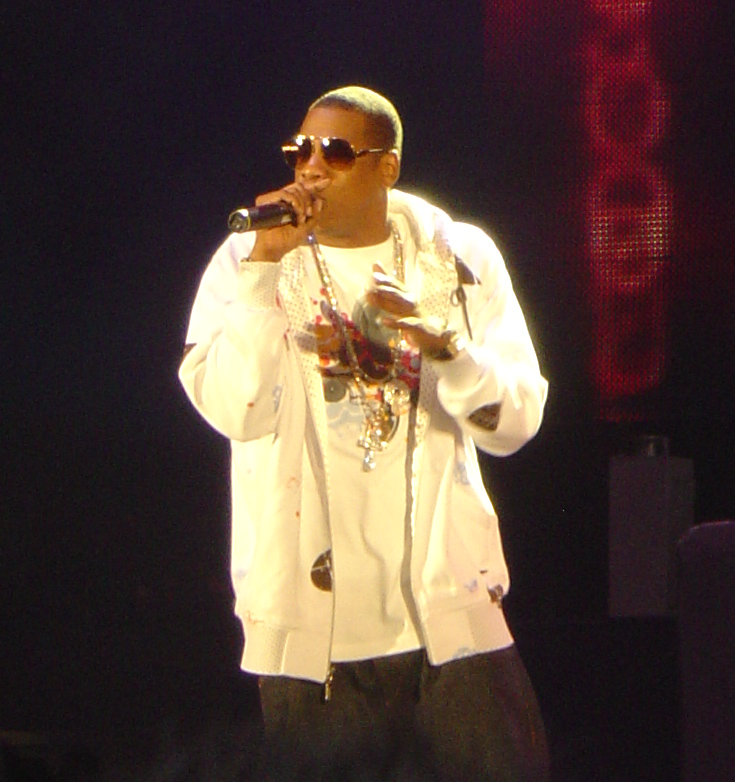
Jay-Z em um show.

Em 1998, Jay-Z lançou seu terceiro álbum, Vol. 2… Hard Knock Life, o qual trouxe o maior sucesso da sua carreira até então, "Hard Knock Life (Ghetto Anthem)". Ele se baseou no flow e rimas rápidas com trocadilhos, continuando com sua alternância nas batidas sonoras. Ele foi produzido por nomes importantes do ramo musical, como Swizz Beatz, Timbaland, DJ Premier, entre outros. Canções lançadas no álbum que alcançaram as paradas musicais são "Can I Get A…", com a participação de Ja Rule e Amil; e "Nigga What, Nigga Who", o qual também contava com Amil. Vol. 2 foi um dos álbuns mais bem-sucedidos comercialmente de Jay-Z, tendo sido certificado 5× platina nos Estados Unidos e vendido cinco milhões de cópias. O CD ganhou um Grammy Award, no entanto Jay-Z boicotou a cerimônia protestando a não indicação de DMX para o prêmio.
Em 1999, Jay-Z lançou Vol. 3… Life and Times of S. Carter, um álbum que provou ser um sucesso e vendeu 3 milhões de cópias por todo o mundo. "Big Pimpin'", que contou com a participação especial de UGK, foi o principal single de Vol. 3. Ao mesmo tempo, ele foi acusado de esfaquear o produtor musical Lance "Un" Rivera, que havia sido observado contrabandeando Vol. 3… Life and Times of S. Carter. O esfaqueamento teria ocorrido na festa de lançamento do álbum solo do rapper Q-Tip no Kit Kat Klub, um extinto clube noturno localizado em Times Square, Nova Iorque, em 9 de dezembro do mesmo ano.  Os associados de Jay-Z foram acusados de causar uma "comoção" no público, servindo de cobertura enquanto Jay-Z supostamente esfaqueou Rivera com uma lâmina de cinco polegadas (127mm) no estômago. Apesar de tudo, no mesmo ano, Jay-Z faz um de seus primeiros trabalhos com outros artistas, "Heartbreaker" com Mariah Carey. Inicialmente, Jay-Z negou o incidente e se declarou inocente quando um membro do júri retornou com uma acusação. Os advogados do rapper alegaram que ele não estava por perto de Rivera quando ocorreu o esfaqueamento. Eles apresentaram testemunhas e vídeos do clube que revelaram nenhum envolvimento de Jay-Z. Porém, mais tarde ele se confessou culpado do delito que resultou em uma sentença de três anos em liberdade condicional.
Em 2000, Jay-Z lançou The Dynasty: Roc La Familia , que originalmente pretendia se tornar um álbum de compilação para artistas do Roc-A-Fella, mas a Def Jam se transformou em um álbum de Jay-Z.  O álbum ajudou a apresentar os produtores novatos The Neptunes , Just Blaze , Kanye West e Bink que alcançaram um sucesso notável. Este também é o primeiro álbum em que Jay-Z utiliza um som mais soul do que seus álbuns anteriores. The Dynasty vendeu mais de dois milhões de unidades somente nos EUA. Em 2000, o artista ajudou a escrever a faixa "Get Down With Me" com as Spice Girls para o álbum Forever, fazendo participações na música também.

### 2001-2002: Brigas com Nas e The Blueprint
Em 2001, cantou a música " Takeover ", no Summer Jam 2001, que inicialmente atacou Prodigy e revelou fotos de Prodigy vestido como Michael Jackson. Um verso no final de "Takeover" se referia a Nas, que o criticou em "We Will Survive".  Nas respondeu com uma Diss própria, e Jay-Z imediatamente adicionou um verso a "Takeover" que desrespeitou Nas e iniciaria uma rivalidade entre os dois rappers. A rivalidade terminou em 2005; Jay-Z afirmou que o produtor musical Mark Pitts os ajudou a resolver suas diferenças.
Em 11 de setembro de 2001, Jay-Z lançou seu sexto álbum de estúdio, The Blueprint, que recebeu uma crítica de cinco microfones da revista de hip-hop The Source . Escrito em apenas dois dias,  o álbum vendeu mais de 427.000 cópias, estreou em primeiro lugar na Billboard 200 e alcançou a certificação de dupla platina pela Recording Industry Association of America. Eminem foi convidado para cantar e produzir sua canção, "Renegade". Quatro faixas foram produzidas por Kanye West. The Blueprint inclui as canções " Izzo (HOVA) ", " Girls, Girls, Girls ", " Jigga That Nigga " e " Song Cry". Em fevereiro de 2012 , o álbum havia vendido 2,7 milhões de cópias em todo o mundo.  Em 2019, The Blueprint foi selecionado pela Biblioteca do Congresso para preservação no Registro Nacional de Gravações por ser "culturalmente, historicamente ou esteticamente significativo".
Jay-Z então colaborou com o cantor de Chicago R. Kelly para lançar o álbum de estúdio colaborativo, The Best of Both Worlds em março de 2002. Em novembro daquele ano, Jay-Z lançou seu sétimo álbum de estúdio The Blueprint²: The Gift & the Curse um álbum duplo. O álbum estreou na Billboard 200 em primeiro lugar, vendendo mais de 3 milhões de unidades somente nos EUA  e superando The Blueprint.  Ele rendeu uma reedição em disco único, The Blueprint 2.1, que manteve metade das músicas do original.

### 2003-2005: The Black Album

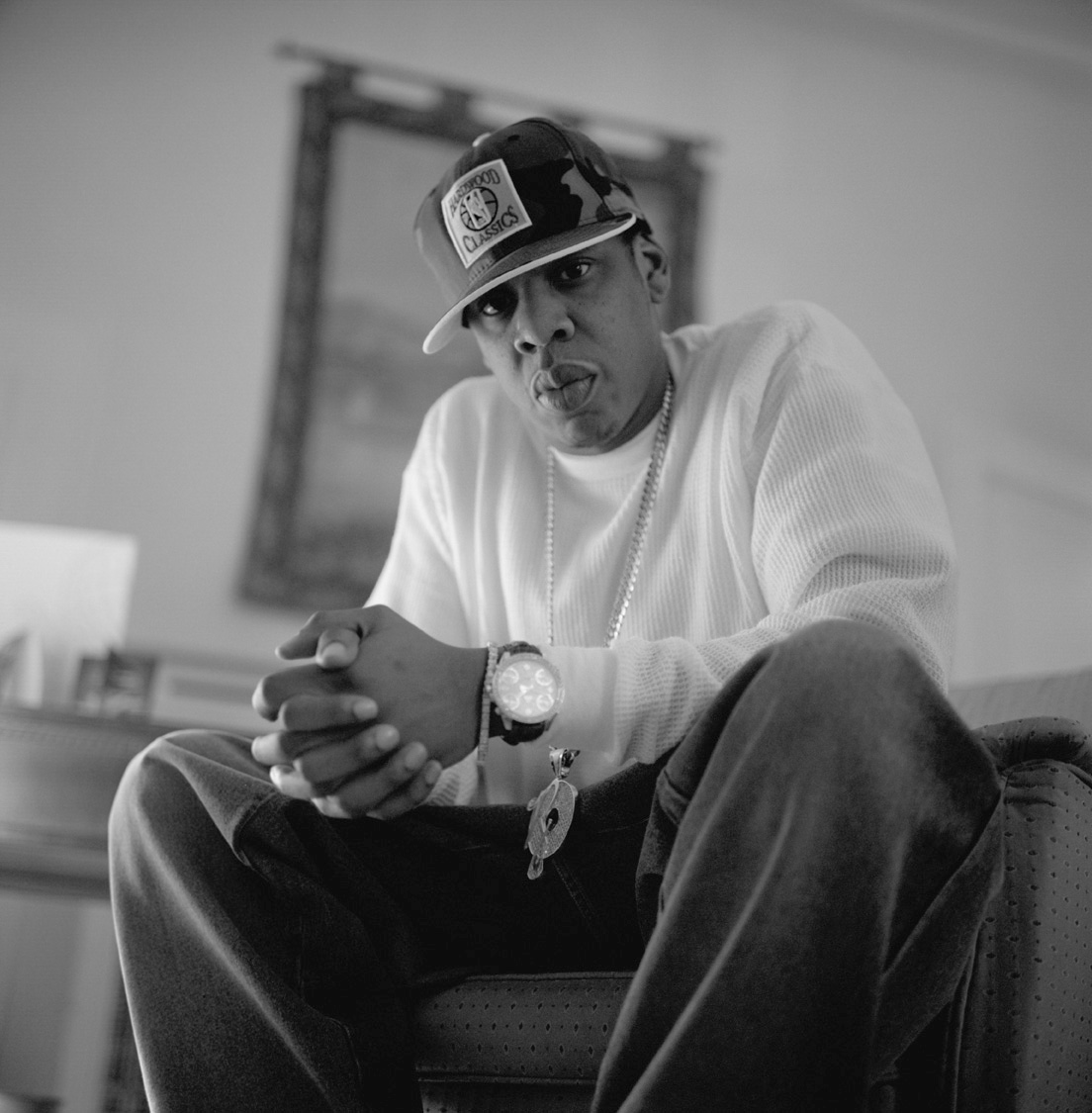
Jay Z em 2003

Jay-Z anunciou o trabalho em seu oitavo álbum de estúdio, The Black Album, na abertura do 40/40 Club.  Ele trabalhou com vários produtores, incluindo Just Blaze, The Neptunes, Kanye West, Timbaland, Eminem, DJ Quik, 9th Wonder, The Buchanans e Rick Rubin. As canções notáveis do álbum incluem "What More Can I Say", "Dirt off Your Shoulder", "Change Clothes" e "99 Problems". O Black Album vendeu mais de 3 milhões de cópias nos EUA. Em 25 de novembro de 2003, Jay-Z realizou um show — anunciado como uma "festa de aposentadoria" no Madison Square Garden, em Nova York , que mais tarde foi o foco de seu documentário de 2004, Fade to Black . Todos os lucros foram para a caridade.
Em 2004, Jay-Z colaborou com o grupo de rock Linkin Park , no qual eles lançaram seu EP de remixes colaborativos Collision Course, que apresentava mashups de músicas de ambos os artistas, bem como um DVD de show. O único single do álbum, "Numb/Encore", ganhou um Grammy Awards de Melhor Colaboração Rap/Sung, e foi tocado com o Linkin Park ao vivo no Grammy, com uma participação especial de Paul McCartney , que acrescentou versos da música "Yesterday". O EP vendeu mais de 1 milhão de cópias nos EUA. Mais tarde, em 2004, Jay-Z foi nomeado presidente da Def Jam Records, o que levou Jay-Z, Dash e Biggs a venderem seus interesses restantes na Roc-A-Fella Records e Jay-Z a assumir o controle de ambas as empresas.

### 2005-2007: Kingdom Come e Amercan Gangster
Em 27 de outubro de 2005, Jay-Z foi a atração principal do show anual Power 105.1 de Nova York , Powerhouse. O show foi intitulado "I Declare War", levando a intensa especulação nas semanas anteriores ao evento sobre quem exatamente Jay-Z declararia guerra. Na conclusão do concerto, Jay-Z colocou muitos argumentos para descansar para a surpresa dos fãs de hip hop. O desenvolvimento mais significativo neste show foi o encerramento da infame rivalidade do hip hop entre Jay-Z e Nas. Os dois antigos rivais apertaram as mãos e dividiram o palco juntos para tocar "Dead Presidents" de Jay-Z misturado com a música de Nas "The World is Yours" 
Jay-Z retornou com seu álbum de retorno em 21 de novembro de 2006, intitulado Kingdom Come.  O single de retorno de Jay-Z, "Show Me What You Got", vazou na Internet no início de outubro de 2006, programado para ser lançado no final daquele mês, recebeu grande repercussão após seu vazamento, fazendo com que o FBI interviesse e investigasse. O álbum conta com a produção de Just Blaze, Pharrell Williams, Kanye West, Dr. Dre e Chris Martin do Coldplay. A primeira semana viu 680.000 vendas do CD, o suficiente para ser sua "maior semana de vendas de todos os tempos", conforme relatado pela Billboard. 
Jay-Z lançou seu décimo álbum intitulado American Gangster em 6 de novembro de 2007. Depois de assistir ao filme de Ridley Scott de mesmo nome. Jay-Z foi fortemente inspirado a criar um novo álbum "conceitual" que retrata suas experiências como um traficante de rua. O álbum vendeu 1 milhão de cópias nos EUA  Em 1º de janeiro de 2008, Jay-Z renunciou ao cargo de presidente da Def Jam

### 2008-2016: The Blueprint 3 e Magna Carta
No inverno de 2008, foi anunciado que Jay-Z se tornaria o primeiro grande artista de hip hop a ser a atração principal do Festival de Glastonbury da Grã-Bretanha. Os ingressos esgotaram rapidamente. O ex-atração principal Noel Gallagher do Oasis condenou os organizadores do festival por escolherem Jay-Z para ser a atração principal de um festival tradicionalmente movido a guitarra. Jay-Z abriu seu set em Glastonbury com um cover irônico da música icônica do Oasis "Wonderwall"  Ele também foi atração principal de muitos outros festivais de verão em 2008, incluindo o Festival de Roskilde na Dinamarca, o Hove Festival na Noruega  e o O2 Wireless Festival em Londres. Durante o show de Kanye West em 6 de agosto de 2008, no Madison Square Garden, Jay-Z apareceu para tocar uma nova música e ele e West proclamaram que ela estaria no The Blueprint 3. Em 21 de maio de 2009, Jay-Z anunciou que se separaria daDef Jam Recordings e fechou um acordo multimilionário para assinar com a Live Nation Entertainment , com quem iniciaria sua gravadora Roc Nation, que serviria como uma gravadora, agência de talentos/gerenciamento e editora musical
O 11º álbum de estúdio de Jay-Z, The Blueprint 3, deveria ter sido lançado originalmente em 11 de setembro de 2009,  mas foi lançado na América do Norte em 8 de setembro de 2009, devido à crescente expectativa.  Seu lançamento internacional ocorreu em 14 de setembro .  É seu 11º álbum a alcançar o primeiro lugar na Billboard 200  e ultrapassou o recorde anterior de Elvis Presley, tornando-o o atual recordista de artista solo. Em 23 de janeiro de 2010, Jay-Z lançou uma faixa, "Stranded (Haiti Mon Amour)", com Rihanna, e Bono e The Edge do U2 , além de executá-la no teleton Hope For Haiti Now.  Em junho de 2010, Eminem e Jay-Z anunciaram que se apresentariam juntos em dois shows em Detroit e Nova Iorque. O evento foi apelidado de The Home & Home Tour . Os dois primeiros shows esgotaram rapidamente, o que levou à programação de um show adicional em cada local. Jay-Z foi o ato de apoio do U2 na etapa australiana e neozelandesa de sua turnê U2 360°, começando em Auckland, Nova Zelândia, em novembro de 2010, seguida por Melbourne, Sydney, Brisbane e Perth em dezembro.
Durante o quinto jogo das Finais da NBA de 2013 , Carter anunciou seu décimo segundo álbum de estúdio, Magna Carta Holy Grail, e foi lançado em 4 de julho de 2013. Pouco tempo depois, Jay-Z confirmou que o hífen em seu nome artístico seria deixado de fora e oficialmente estilizado em todas as letras maiúsculas. Magna Carta Holy Grail estreou em primeiro lugar na Billboard 200 e vendeu 528.000 cópias em sua primeira semana, o que ultrapassou sua estreia prevista na faixa de 350.000 a 400.000. Em dezembro de 2013, foi anunciado que Jay-Z havia recebido nove indicações no Grammy Awards de 2014, mais do que qualquer outro artista. Jay-Z apareceu no quinto álbum de estúdio autointitulado de sua esposa Beyoncé, Beyoncé , com uma participação na música "Drunk in Love". Eles cantaram essa música juntos na abertura do 56º Grammy Awards. A música e seu álbum de acompanhamento ganhariam mais tarde três prêmios Grammy, incluindo Melhor Performance de R&B na cerimônia de 2015.

### 2017- Atualmente: 4:44 e The Carters

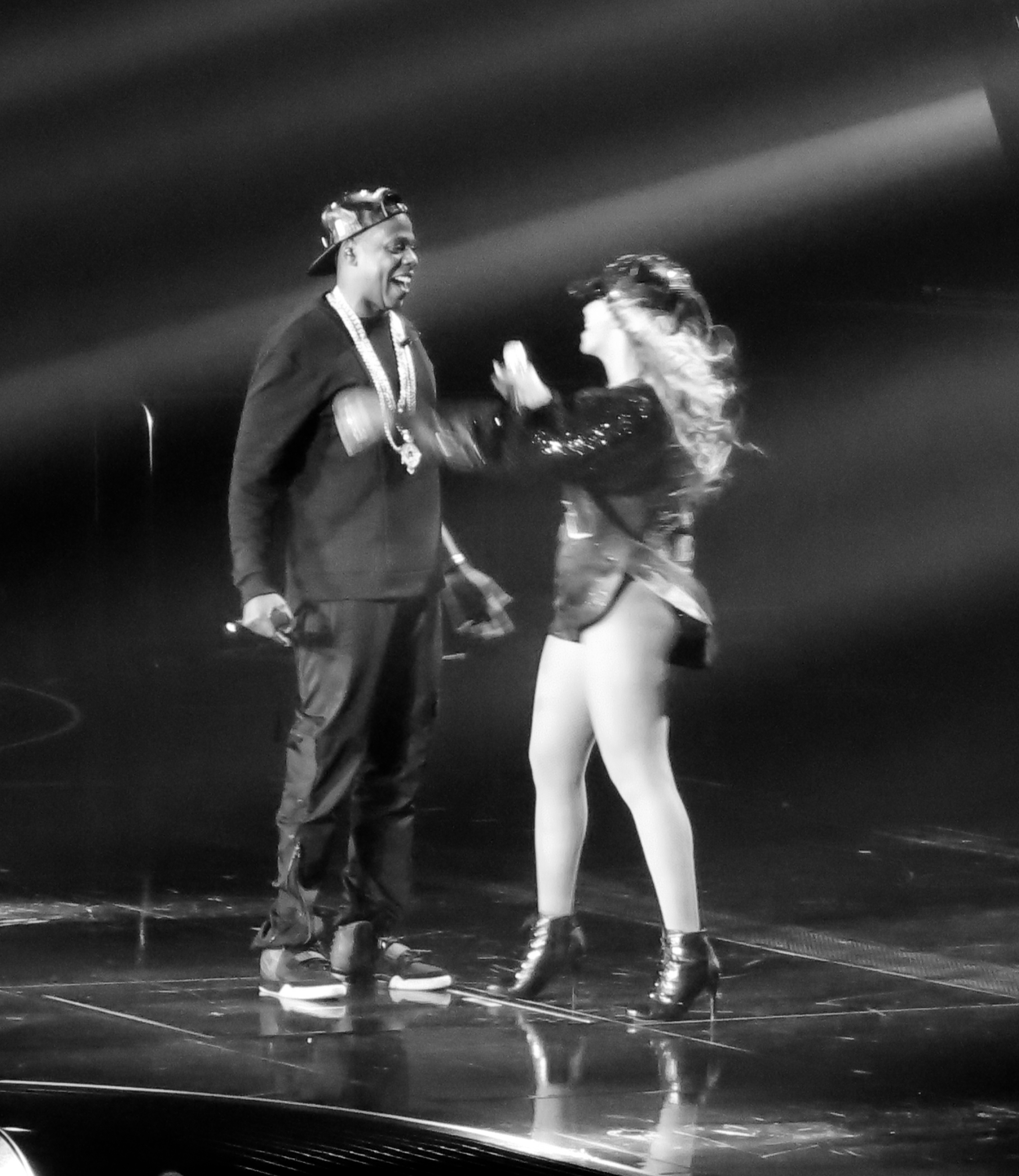
Jay Z e Beyonce em turnê conjunta.

No início de junho de 2017, cartazes foram exibidos na cidade de Nova York e Los Angeles, e anúncios em banner foram colocados na Internet promovendo um projeto relacionado ao Tidal intitulado 4:44. O álbum foi lançado pela Roc Nation e Universal Music Group , como exclusivo para clientes da Sprint e Tidal. Por um curto período, em 2 de julho, o álbum foi disponibilizado para download digital gratuito no site da Tidal . Uma edição física foi lançada em 7 de julho, incluindo três faixas adicionais. No mesmo dia, o álbum foi disponibilizado para outras plataformas de streaming, como Apple Music, Google Play Music e Amazon Music. Ele estreou em primeiro lugar na Billboard 200 dos EUA , tornando-se o 13º álbum de estúdio consecutivo de Jay-Z a liderar a parada. O álbum gerou dois singles, a faixa-título "4:44" e "Bam", bem como vários videoclipes, dirigidos por uma variedade de colaboradores de alto nível. O álbum recebeu uma indicação ao Grammy de Álbum do Ano, enquanto a faixa-título foi indicada para Canção do Ano e " The Story of OJ " foi indicada para Gravação do Ano no 60º Grammy Awards .
Em 6 de junho de 2018, Jay-Z e Beyoncé deram início à turnê On the Run II Tour em Cardiff, Reino Unido. Dez dias depois, em sua apresentação final em Londres, a dupla revelou Everything Is Love , seu tão aguardado álbum de estúdio conjunto, creditado sob o nome The Carters.

## Vida Pessoal

### Relacionamento com Beyonce

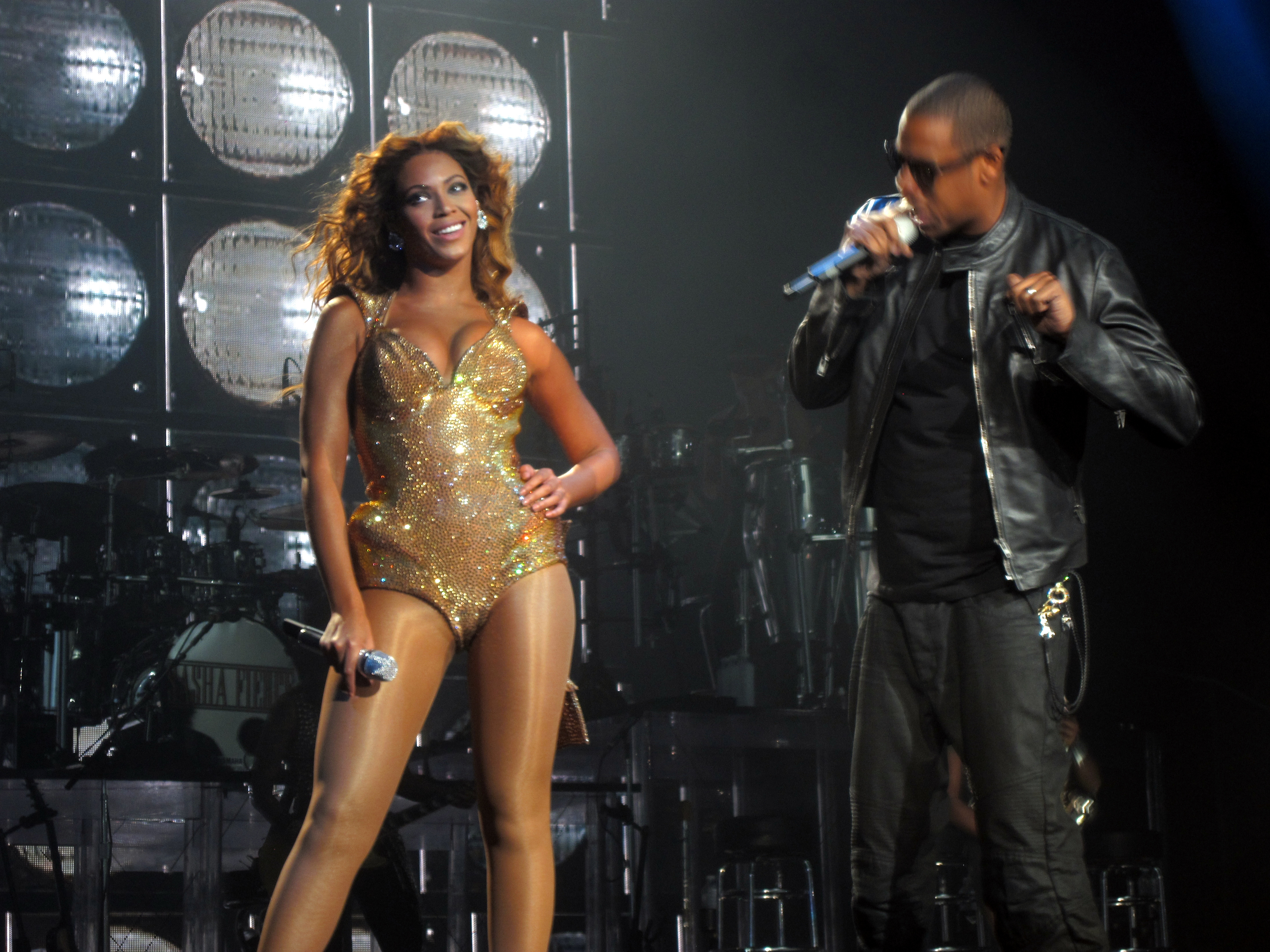
Beyoncé e Jay-Z cantando "Crazy in Love" em Londres, na Arena O2.

Em 2002, Jay-Z e a cantora Beyoncé colaboraram na música " '03 Bonnie & Clyde ". Ele também apareceu no single de sucesso de Beyoncé, " Crazy in Love " no ano seguinte, bem como na música "That's How You Like It" de seu álbum de estreia Dangerously in Love (2003). Em seu segundo álbum, B'Day , ele fez aparições nos sucessos " Déjà Vu " e " Upgrade U ". No vídeo da última música, ela imita comicamente sua aparência.  Eles mantiveram um perfil baixo durante o namoro e se casaram em 4 de abril de 2008, em uma cerimônia privada em Tribeca , Nova York. O relacionamento deles se tornou público em 22 de abril de 2008 embora Beyoncé não tenha estreado publicamente sua aliança de casamento de US$ 5 milhões projetada por Lorraine Schwartz até o show Fashion Rocks em 5 de setembro de 2008.  Desde o casamento, eles geralmente evitam discutir seu relacionamento,  e Beyoncé declarou acreditar que isso os ajudou.
NoMTV Video Music Awards de 2011, Beyoncé revelou que estava grávida de seu primeiro filho.  Sua filha, Blue Ivy Carter , nasceu no Hospital Lenox Hill de Nova York em 7 de janeiro de 2012. Em 18 de junho de 2017, o pai de Beyoncé, Mathew Knowles, confirmou que ela deu à luz gêmeos com Jay-Z, uma filha chamada Rumi e um filho chamado Sir.  Nos meses seguintes, eles compraram uma casa de US$ 88 milhões no bairro de Bel Air , em Los Angeles .

### Questões Legais
Em 2 de dezembro de 1999, Jay-Z, que passou a acreditar que o executivo da gravadora Lance "Un" Rivera estava por trás do contrabando do Vol. 3... , supostamente o esfaqueou no Kit Kat Klub, uma boate extinta na Times Square, Nova York, durante uma festa de lançamento do álbum Amplified do Q-Tip. Quando foi indiciado no Tribunal Criminal de Manhattan no final de janeiro de 2000, ele se declarou inocente; ele e seus advogados alegaram que tinham testemunhas e fitas de vídeo provando que ele não estava nem perto de Rivera durante o incidente. No entanto, ele mais tarde se declarou culpado de agressão de terceiro grau e aceitou uma sentença de liberdade condicional de três anos.

## Discografia
| Álbuns de estúdio - 1996 - Reasonable Doubt - 1997 - In My Lifetime, Vol. 1 - 1998 - Vol. 2... Hard Knock Life - 1999 - Vol. 3... Life and Times of S. Carter - 2000 - The Dynasty: Roc La Familia - 2001 - The Blueprint - 2002 - The Blueprint²: The Gift & the Curse - 2003 - The Black Album - 2006 - Kingdom Come - 2007 - American Gangster - 2009 - The Blueprint 3 - 2013 - Magna Carta Holy Grail - 2017 - 4:44 | Compilações - 2001 - Jay-Z: Unplugged - 2002 - Chapter One: Greatest Hits - 2003 - The Blueprint 2.1 - 2003 - Bring It On: The Best of Jay-Z - 2006 - Greatest Hits Colaborações - 1998 - Streets Is Watching - (com Vários Artistas) - 2002 - The Best of Both Worlds - (com R. Kelly) - 2004 - Unfinished Business - (com R. Kelly) - 2004 - Collision Course - (com Linkin Park) - 2011 - Watch the Throne - (com Kanye West) - 2018 - Everything Is Love-(com Beyoncé) |

## Prêmios e indicações

### Grammy Award
| Ano  | Nomeação                                              | Categoria                                | Resultado |
| ---- | ----------------------------------------------------- | ---------------------------------------- | --------- |
| 1999 | Vol. 2... Hard Knock Life                             | Best Rap Album                           | Venceu    |
| 1999 | "Money Ain't a Thang" (com: Jermaine Dupri)           | Best Rap Performance by a Duo or a Group | Indicado  |
| 1999 | "Hard Knock Life"                                     | Best Rap Solo Performance                | Indicado  |
| 2001 | 'beyoncé and life and Times of S. Carter]]            | Best Rap Album                           | Indicado  |
| 2001 | "Big Pimpin" (com: UGK)                               | Best Rap Performance By a Duo or a Group | Indicado  |
| 2002 | The Blueprint                                         | Best Rap Album                           | Indicado  |
| 2002 | "Izzo (H.O.V.A.)"                                     | Best Rap Solo Performance                | Indicado  |
| 2002 | "Change the Game" (com: Memphis Bleek e Beanie Sigel) | Best Rap Performance By a Duo or a Group | Indicado  |
| 2003 | "Song Cry"                                            | Best Male Rap Solo Performance           | Indicado  |
| 2004 | "Crazy in Love" (Beyoncé com Jay-Z)                   | Record of the Year                       | Indicado  |
| 2004 | "Crazy in Love" (Beyoncé com Jay-Z)                   | Best R&B Song                            | Venceu    |
| 2004 | "Crazy in Love" (Beyoncé com Jay-Z)                   | Best Rap/Sung Collaboration              | Venceu    |
| 2004 | "Frontin" (Pharrell Williams com Jay-Z)               | Best Rap/Sung Collaboration              | Indicado  |
| 2004 | "Excuse Me Miss" (com: Pharrell Williams)             | Best Rap Song                            | Indicado  |
| 2004 | The Blueprint²: The Gift & The Curse                  | Best Rap Album                           | Indicado  |
| 2005 | "99 Problems"                                         | Best Rap Song                            | Indicado  |
| 2005 | "99 Problems"                                         | Best Rap Solo Performance                | Venceu    |
| 2005 | The Black Album                                       | Best Rap Album                           | Indicado  |
| 2006 | "Numb/Encore" (com: Linkin Park)                      | Best Rap/Sung Collaboration              | Venceu    |
| 2007 | "Déjà Vu" (Beyoncé com Jay-Z)                         | Best R&B Song                            | Indicado  |
| 2007 | "Déjà Vu" (Beyoncé com Jay-Z)                         | Best Rap/Sung Collaboration              | Indicado  |
| 2008 | "Umbrella" (Rihanna com Jay-Z)                        | Record of the Year                       | Indicado  |
| 2008 | "Umbrella" (Rihanna com Jay-Z)                        | Song of the Year                         | Indicado  |
| 2008 | "Umbrella" (Rihanna com Jay-Z)                        | Best Rap/Sung Collaboration              | Venceu    |
| 2008 | Kingdom Come                                          | Best Rap Album                           | Indicado  |
| 2008 | "Show Me What You Got"                                | Best Rap Solo Performance                | Indicado  |
| 2009 | "Money Goes, Honey Stays" (com: Fabolous)             | Best Rap Performance by a Duo or a Group | Indicado  |
| 2009 | "Run This Town" (com: Rihanna e Kanye West)           | Best Rap/Sung Collaboration              | Venceu    |
| 2009 | "Run This Town" (com: Rihanna e Kanye West)           | Best Rap Song                            | Venceu    |
| 2009 | "D.O.A. (Death of Auto-Tune)"                         | Best Rap Song                            | Indicado  |
| 2009 | "D.O.A. (Death of Auto-Tune)"                         | Best Rap Solo Performance                | Venceu    |
| 2011 | "Empire State of Mind" (com: Alicia Keys)             | Record of the Year                       | Indicado  |
| 2011 | "Empire State of Mind" (com: Alicia Keys)             | Best Rap/Sung Collaboration              | Venceu    |
| 2011 | "Empire State of Mind" (com: Alicia Keys)             | Best Rap Song                            | Venceu    |
| 2011 | "On To the Next One" (com: Swizz Beatz)               | Best Rap Song                            | Indicado  |
| 2011 | "On To the Next One" (com: Swizz Beatz)               | Best Rap Performance by a Duo or a Group | Venceu    |
| 2011 | The Blueprint 3                                       | Best Rap Album                           | Indicado  |

## Filmografia
| Ano       | Filme                          |
| --------- | ------------------------------ |
| 1998      | Streets is Watching            |
| 2000      | Hard Knock Life                |
| 2002      | State Property                 |
| 2002      | Paper Soldiers                 |
| 2004      | Fade to Black                  |
| 2006      | Diary of Jay-Z: Water for Life |
| 2013-2015 | The Blue Star Ioreé Fernandes> |
| 2020      | Black is King                  |